# Compagnia degli Uniti
La Compagnia degli Uniti (conosciuta anche con il nome di Compagnia del Serenissimo Duca di Mantova) era una compagnia di attori italiani dediti alla commedia dell'arte che operò in Italia e in Europa tra il 1578 e il 1640. Era capeggiata da Drusiano Martinelli e da sua moglie: altri componenti del gruppo erano Tristano Martinelli (il quale, come il fratello Drusiano, interpretava la parte di Arlecchino; entrambi i Martinelli sono i primi Arlecchini conosciuti della storia), Giovanni Pellesini (nella parte di Pedrolino), Jacopo Braga (nel ruolo di Pantalone) e Silvio Fiorillo (che interpretava Capitan Matamoros). Inoltre troviamo il trevigiano Battista degli Amorevoli e il romano Ottaviano Barnarini che coprirono la parte di Franceschina in tempi diversi. Molto popolare fu anche Gabriele Panzanini, con il personaggio inventato da lui stesso, di nome Francatrippe.
Sono inoltre da segnalare Vittoria Piissimi e G. D. Lombardo (secoli XVI-XVII), originario di Bitonto, detto "il bitontino": l'opera Nuovo prato di prologhi ha avuto diverse edizioni a partire dal 1589 e fu accolta con successo presso gli attori suoi contemporanei.